# Симулятор побачень

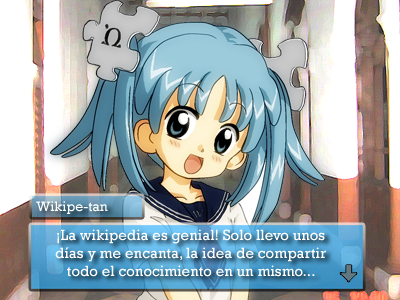
Зразковий вид симуляторів побачень (на прикладі Вікіпе-тан)

Симулятор побачень — жанр комп'ютерних ігор, тісно пов'язаний з романтичними аніме. Як правило, це або гра, за якою знято аніме, або гра, яка зроблена за мотивами аніме. Сюжет і мета в іграх цього жанру концентрується на тому, щоб домогтися успіху в романтичних стосунках. Як правило, гра надає гравцеві широкий вибір осіб протилежної статі, з якими можна зав'язати стосунки. У разі прихильності дівчини побачення може закінчуватися сценою еччі.
Також зустрічаються такі позначення цього жанру, як «бішьоджьо гейм» (яп. 美少女 ゲーム, кириліз.: біщьо: джьо ге: му), «романтична адвенча» (яп. 恋爱 Adventure, кириліз.: рен'ай Едвенчер,  буквально «Романтичні пригоди»),  
«романтичний симулятор» (яп. 恋愛 シミュレーション ゲーム, кириліз.: рен'ай щі: мюре: щьон ге: му), симулятор знайомств або Дейт-сім (від англійської: dat ing sim ulation).
Жанр виник в 1992 році в Японії.

## Геймплей
Подібно сюжету і стилю малюнка в аніме або манги, дизайн і геймплей у дейтсімах сильно залежить від цільової аудиторії гри, від передбачуваної статі, віку і соціальної групи гравця.
Сюжет таких ігор зазвичай нескладний. Дія розгортається в школі або іншому навчальному закладі, але часто зустрічаються ігри і в жанрі фентезі (де ви будете рятувати дівчат від чудовиськ), навіть економічні симулятори, як Harvest Moon — симулятор ферми з елементами dating sim.

### Жіноча аудиторія
Характерною особливістю ігрового дизайну в симуляторі побачень, призначеному для дівчат, є велика кількість квітів на задньому тлі та в елементах оформлення ігрового екрана — рамках, кнопках, смугах прокрутки тощо.
Популярність симуляторів побачення деколи знаходить незвичайне відображення в аніме, так, наприклад, у Ouran High School Host Club часто зустрічається стилізація ключових сцен під жіночий симулятор побачень з великою кількістю квітів і іншої атрибутики. Що цікаво, згодом вийшла гра з однойменною назвою, зроблена з того ж самого аніме.

### Чоловіча аудиторія
Класичним представником цього жанру є гра True Love. У цій грі головний герой є учнем старших класів школи Мей-ай, який веде цілком звичайне шкільне життя і між заняттями знайомиться з дівчатами, а заодно намагається домогтися відповідних почуттів від улюбленої вчительки. При цьому кожна дівчина має свої власні інтереси і переваги, наприклад, одним важлива красива зовнішність, іншим — успіхи в навчанні, третім — «спортивність» і так далі. Гравець має декілька характеристик, які він може прокачувати, наприклад, займаючись спортом. Це є основною ознакою рольової гри, але, на відміну від більшості рольових ігор, прокачування характеристик робиться не для битв з монстрами, а для привернення уваги дівчат.

## Про назви
Визначення «бішьоджьо гейм» може трактуватися в ширшому сенсі, як назва будь-яких аніме-ігор, незалежно від їхнього геймплею.
Хоча «симулятор побачень» та «візуальний роман» можуть бути синонімами, існує тенденція називати їх терміном «візуальний роман» ігри зі спрощеним геймплеєм із мінімальною участю гравця, який не стільки грає, скільки дивиться аніме або читає мангу, що має комп'ютерний інтерфейс, на противагу більш повноцінній участі гравця в симуляторі побачень.

## Історія
У 1992 році гра (яп. 同级生, латиніз. Dokyusei, досл. «Однокласники») встановила збережений донині формат ігор цього жанру. Як правило, гравець управляє чоловіком, оточеним жіночими персонажами. Від вас вимагається вибрати відповідну дівчину і спробувати посилити її «любовний настрій», вибираючи потрібні відповіді в діалогах. Гра триває якийсь певний час, наприклад, місяць або три роки, і якщо врешті-решт вам не вдалося підкорити ні одну дівчину, то ви програєте. Символом перемоги зазвичай є секс з обраної дівчиною. Такий підхід дозволяє підвищити «реіграбельність»: гравець знову і знову проходить одну і ту ж гру, щоразу обираючи нових дівчат і отримуючи нові варіанти кінцівок.

## Найвизначніші ігри
Багато популярних ігор пізніше екранізуються, звичайно як аніме-серіали.
- True Love
- Dokyusei
  - Kyokyusei
- Tokimeki memorial